# Ablaberoides flavipennis
Ablaberoides flavipennis är en skalbaggsart som beskrevs av Fahraeus 1857. Ablaberoides flavipennis ingår i släktet Ablaberoides och familjen Melolonthidae. Inga underarter finns listade i Catalogue of Life.